# 哈吉亚克巴尔·霍恩尔
哈吉亚克巴尔·霍恩尔（？—？），或译哈吉阿克巴尔、黄吾尔，男，哈萨克族，中国伊斯兰教人物，曾任中国伊斯兰教协会副会长。